# あおい高等学院
あおい高等学院（あおいこうとうがくいん）は、大阪府枚方市に設置されているサポート校。2010年に開校。一般社団法人あおい教育支援グループが運営。伊藤伸孝（いとうのぶたか）が学院長を務めている。

## 概要
不登校を経験した人やアスペルガー症候群で支援を必要としている人の高校卒業資格の取得を目指す。

### 特色
- 通信制高校（さくら国際高等学校）に在籍し、あおい高等学院で卒業に必要な学習指導を受けることができる。
- 少人数制の学習環境。
- 学費の月謝分割制度あり。

### 所在地
- 大阪府枚方市岡山手町11-110　京阪本線 枚方公園駅より徒歩15分